# Tromp de Vries
Tromp de Vries (Urk, 7 maart 1917 – Emmeloord, 1 januari 2011) was een Nederlandse schoolmeester en geschiedschrijver van Urk.

## Biografie
Hij werd geboren in Urk als zoon van visser Hendrik de Vries en Harmpje van Urk. Hij deed in 1936 examen aan de Hervormde Kweekschool in Zwolle. In 1939 behaalde hij het examen hoofdakte. In hetzelfde jaar schreef hij het Urker volkslied. In 1941 slaagde hij voor het examen van de Schoolraad voor de Scholen met de Bijbel. In 1942 trouwde hij met Willempje Metz. De Vries gaf les op de Wilhelminaschool.
De Vries publiceerde veel boeken en artikelen over de geschiedenis van Urk. Hij schreef ook in Urks dialect. Hij was voorzitter van de Stichting Urker Uitgaven. In 1987 kreeg hij de Zilveren Anjer opgespeld voor zijn werkzaamheden op het gebied van de Urker heem- en volkenkunde. Hij was de allereerste ontvanger van de Anjer in de nieuwe provincie Flevoland.
De Vries overleed op nieuwjaarsdag 2011 in een verpleeghuis in Emmeloord. Hij werd begraven op Urk.